# Bohêmios da Cinelândia
O Grêmio Popular e Cultural Escola de Samba Bohêmios da Cinelândia  é uma escola de samba do Rio de Janeiro, fundada em 2006, mas somente vindo a desfilar a partir do carnaval de 2016.

## História
A agremiação surgiu a partir do movimento "O Samba Brilha", grupo criado para, em sua definição, promover "Resistência Cultural e em Defesa do Samba de Raiz e pela preservação da Cinelândia". Este grupo começou a reunir-se em 2006, na região da Cinelândia, no chamado “Beco da Cirrose”, sendo um grupo formado por trabalhadores de várias áreas, boêmios, músicos e amantes do samba. A partir de 2007, esse grupo passou a desfilar como um bloco na região central do Rio de Janeiro.
Em 2015, o grupo criou a nova escola, que se filiou à Associação Samba é Nosso, e desfilou pela primeira vez no sábado pós-carnaval, do ano seguinte.

## Segmentos

### Presidentes

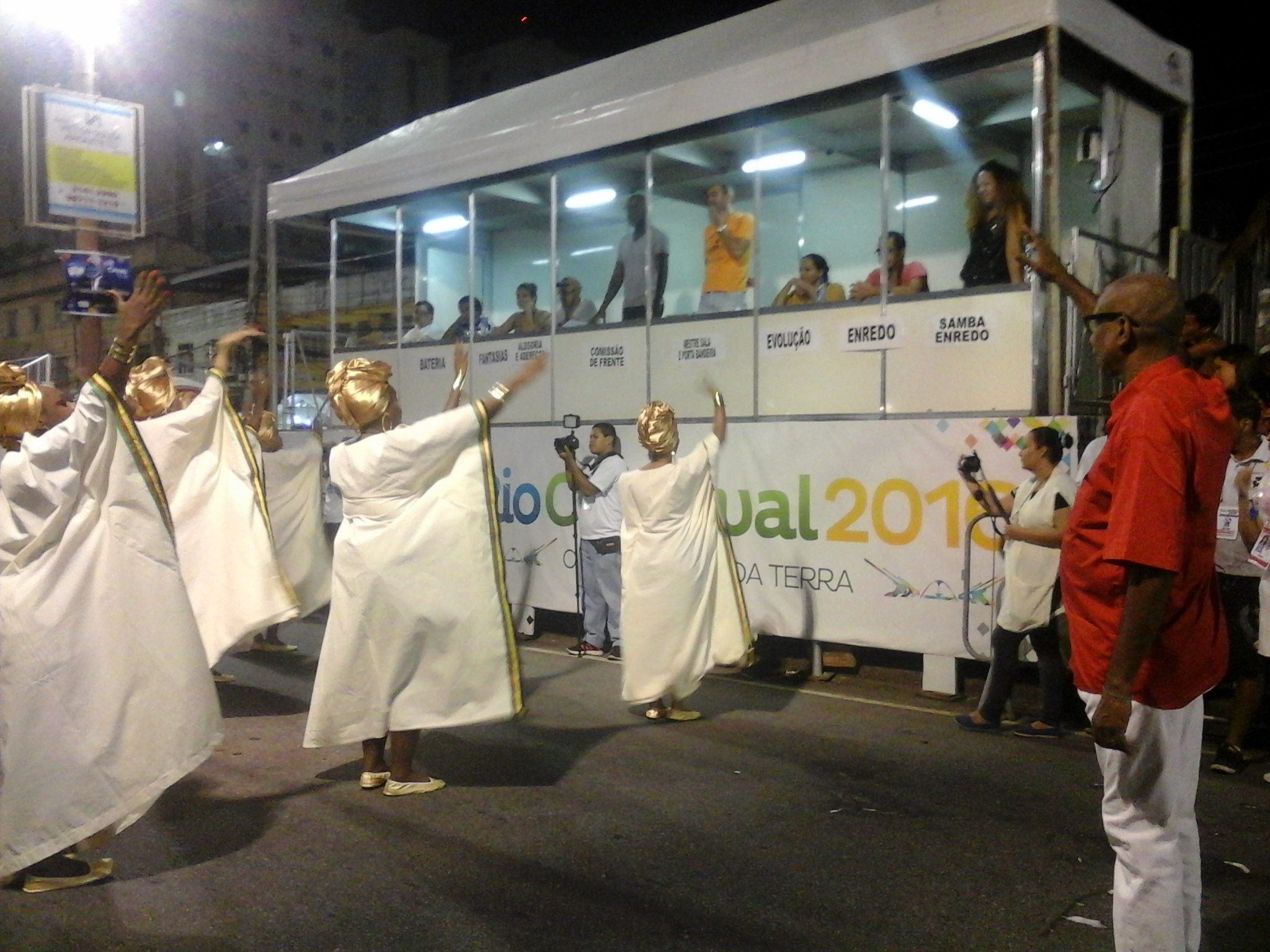
Presidente Marco André ajudando no andamento da escola.

| Nome        | Mandato         | Ref.  |
| ----------- | --------------- | ----- |
| Marco André | 2015-atualidade | [ 5 ] |

### Coreógrafo
| Ano  | Nome        | Ref.                |
| ---- | ----------- | ------------------- |
| 2016 | Victor Hugo | [carece de fontes?] |

### Casal de Mestre-sala e Porta-bandeira
| Ano  | Nome                            | Ref.  |
| ---- | ------------------------------- | ----- |
| 2016 | Bruno Nascimento e Raquel Paiva | [ 4 ] |

### Corte de bateria
| Ano  | Rainha | Madrinha | Ref. |
| ---- | ------ | -------- | ---- |
| 2016 |        |          |      |

## Carnavais
| Ano  | Colocação    | Grupo   | Enredo                                                                    | Carnavalesco   | Intérprete | Ref.        |
| ---- | ------------ | ------- | ------------------------------------------------------------------------- | -------------- | ---------- | ----------- |
| 2016 | 8º lugar     | E       | Negro, A cor da vida                                                      | Edmílson Rocha |            | [ 4 ] [ 6 ] |
| 2017 | Não Desfilou | Série E | Wilson Moreira: Moderno sem perder a tradição, sambista sem deixar de ser |                |            |             |

- Commons